# Ronald P. Dore
Ronald Philip Dore (geboren 1. Februar 1925 in Bournemouth, England; gestorben 14. November 2018 in Bologna, Italien) war ein britischer Soziologe, der u. a. durch seine Studien zur japanischen Gesellschaft bekannt wurde.

## Leben und Werk
Ronald P. Dore war einer der „Dulwich Boys“, die ausgewählt wurden, um an der „SOAS University of London“ japanische Sprache zu lernen. 1942 hatte die Bildungsbehörde auf Geheiß des Kriegsministeriums ein Stipendienprogramm für Schüler im Alter von 17 und 18 Jahren eingeführt, die für die Kriegsanstrengungen wichtigen Sprachen lernen sollten. Die am Dulwich College untergebrachten „Dulwich Boys“, wie sie sich selbst nannten, besuchten jeden Morgen Sprachkurse der SOAS und kehrten jeden Nachmittag zum College zurück, um den regulären Dulwich-Lehrplan zu studieren. Nach Abschluss des 18-monatigen Sprachtrainings wurden die Schüler in das Militär oder in den Geheimdienst aufgenommen. Da sich Dore aber beim Sport verletzt hatte, bevor er den aktiven Dienst antreten konnte, begann er, Japanisch zu unterrichten und sein Studium abzuschließen.
Dores erste Reise nach Japan fand 1950 statt. Seine akademische Karriere begann bei SOAS, später bekleidete er Positionen an der University of British Columbia, dem Institut für Entwicklungsstudien an der Universität Sussex, dem Technical Change Center in Sussex, dem „Institute Of Economic Growth“ in Delhi, am Imperial College London, an der Harvard-Universität und am MIT.
In den 1980er-Jahren, als japanische Firmen die Art des Wettbewerbs im internationalen Geschäft veränderten, war Dores Forschung eine Quelle für Wissenschaftler, die die japanische Unternehmen und das Umfeld, aus dem sie expandierten, verstehen wollten. Dores vergleichende Studie über Arbeitsverhältnisse und Fabrikorganisation, veröffentlicht als „British Factory, Japanese Factory“ (1973), lieferte eine solide Grundlage für das Verständnis der Muster, die die Japaner beim Aufbau von Produktionsstätten im Ausland verwendeten.
In seinem 1986 erschienenen Buch „Flexible Rigidities“ untersuchte Dore die Beziehungen zwischen Unternehmen sowie zwischen Unternehmen und Regierungen in einem vergleichenden Kontext. Die Herausforderungen und Prozesse des grenzüberschreitenden Lernens waren Themen seiner Arbeit, die ihn bis zu seinem 2000 erschienenen Buch „Stock Market Capitalism, Welfare Capitalism: Japan and Germany versus the Anglo-Saxons“ beschäftigten.
Dore wurde 1974 Fellow der British Academy, erhielt den Orden der Aufgehenden Sonne (3. Klasse), 1977 den Japan Foundation Prize. Außerdem war er Mitglied der American Academy of Arts and Sciences (1978) und der Academia Europaea (1989) sowie Ehrenmitglied der Japanischen Akademie der Wissenschaften (1986). Er starb 2018 als letzter der „Dulwich Boys“.

## Publikationen
- City Life in Japan: A Study of a Tokyo Ward. 1958.
- British Factory, Japanese Factory. 1973.
- The Diploma Disease. 1976. ISBN 978-0-04370076-1.
- Shinohata, a portrait of a Japanese village. 1978. ISBN 978-0-30783193-4.
- "Goodwill and the spirit of market capitalism". British Journal of Sociology. 1983.
- Education in Tokugawa Japan. 1984. ISBN 978-0-415-58759-4.
- Flexible Rigidities. 1986. ISBN 978-1-78093924-7.
- Stock Market Capitalism, Welfare Capitalism: Japan and Germany versus the Anglo-Saxons. 2000. ISBN 978-0-19924061-6.